# O.D.B. (catch)
Pour les articles homonymes, voir ODB et Kresa.
 (juillet 2021).
Jessica Kresa (née le 6 juin 1978 à Nashville (Tennessee)) est une catcheuse américaine plus connue sous le pseudonyme de ODB (signifiant One Darling Beauty ou One Dirty Bitch), elle est connue pour avoir travaillé à la Total Nonstop Action Wrestling.
Elle a remporté un titre mondial, le championnat féminin des Knockout de la TNA à quatre reprises, et une fois le Championnat des Knockouts par équipe de la TNA avec Eric Young. Auparavant elle a travaillé à l'Ohio Valley Wrestling où elle a été la première championne. Elle est aussi la Queen of the Cage 2009.

## Jeunesse
Kresa est une fan de catch depuis l'enfance. Au lycée, elle est la capitaine de l'équipe de hockey sur glace et continue à pratiquer ce sport à l'Université d'État de Saint Cloud pendant deux ans.

## Carrière de catcheuse

### Débuts (2001-2006)
Après avoir été renvoyé de l'Université pour avoir trop fait la fête elle décide de participer à la première saison de WWF Tough Enough mais elle ne fait pas partie des 25 sélectionnés,.
Kresa entre à l'école de catch d'Eddie Sharkey (en) et participe à son premier combat quatre mois plus tard.

### Total Nonstop Action Wrestling (2007-2014)

#### Championne des Knockouts et diverses rivalités avec les Knockouts (2007-2009)

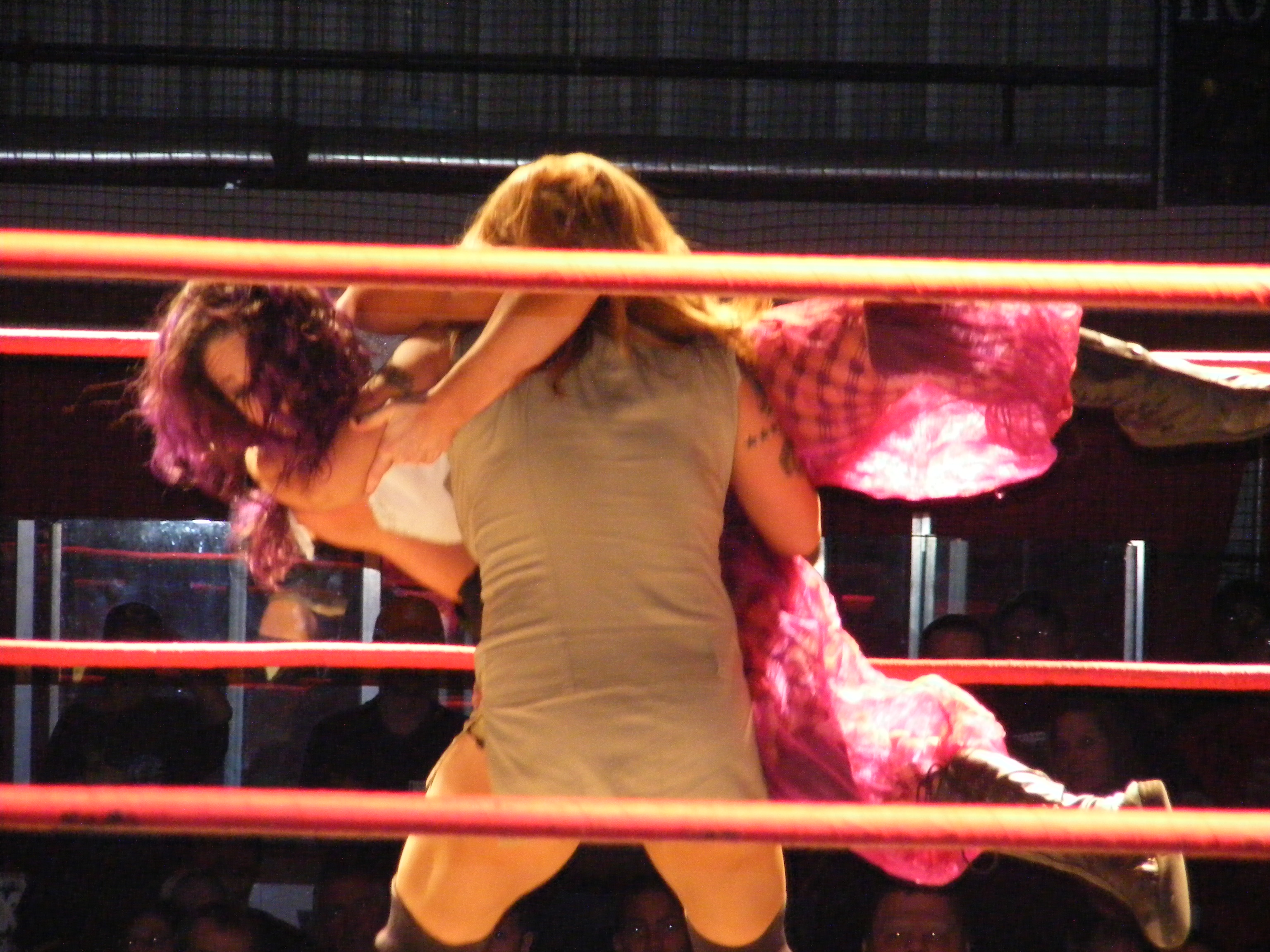
ODB portant un spash sur Roxy

Kresa signe un contrat avec la Total Nonstop Action Wrestling et apparaît au pay-per-view Bound for Glory. Elle fait alors ses débuts et participe à la 10 Knockout Gauntlet pour couronner la première Knockout Champion. Elle se fait éliminer par Roxxi Laveaux, et le match est remporté par Gail Kim.
Le 12 février 2009 à Impact!, ODB a fait une promotion en disant qu'un "mec chanceux allait avoir une nuit" avec elle. À Destination X 2009, elle choisit Cody Deaner pour son rendez-vous. Depuis cela, Cody Deaner accompagne ODB et lui sert de manager. Le 16 avril à Impact!, Cody Deaner faisait équipe avec ODB pour son premier match à la TNA, dans un mixed tag team match contre Abyss and Daffney. ODB et Cody Deaner perdent le match.
À Hard Justice 2009, ODB fit équipe une fois de plus avec Cody Deaner contre The Beautiful People (Angelina Love and Velvet Sky) dans un tag team match dans lequel le titre de TNA Knockout Champion d'Angelina Love était en jeu. Cody Deaner fit le tombé sur Velvet Sky pour faire apparemment de ODB la nouvelle championne, mais elle ne pouvait pas l'être car elle n'a pas fait le tombé sur la championne et un homme ne peut pas être champion féminin. Le titre fut alors rendu libre.
À No Surrender 2009, elle affronte Cody Deaner, pour le TNA Women's Knockout Championship toujours vacant. Elle le bat et devient ainsi pour la deuxième fois de sa carrière la TNA Knockout Champion. À Final Resolution 2009, elle affronte Tara pour le titre, et elle perd ce match. À TNA Impact du 4 janvier elle regagne son titre face à Tara, cette dernière l'a mise K.O. à la fin du match et lui mit ainsi sa mygale sur son corps. Elle est actuellement convalescente après qu'un de ses implants mammaires ait littéralement explosé. Elle a été libérée par Total Nonstop Action Wrestling en juin.

#### Retour en Heel puis Face-Turn, Knockouts Tag Team Champion, arbitre des Knockout et perte des titres (2011-2013)
Lors de l'édition d'Impact du 27 février elle affronte la championne des Knockouts, Madison Rayne, durant l'open challenge lancé par cette dernière. Lors d'Impact du 19 mai, elle fait son retour en attaquant Velvet Sky. Elle bat Velvet Sky le 2 juin à Impact Wrestling avant l'avoir violemment attaqué en backstage. Lors de L'Impact Wrestling du 7 juillet, elle perd avec Jackie dans un handicap match contre Velvet Sky. La stipulation était qu'en cas de défaite ODB et Jacqueline ne doivent plus revenir à la TNA. Mais lors d'Impact Wrestling suivant, Eric Bischoff leurs proposent un contrat s'y elle se comportent bien avec le reste des Knockout.
Le 11 août, elles font leur retour et se font battre par les Championnes par équipe des Knockout, Tara et Brooke Tessmacher. Elle perd face à Mickie James le 18 août. Le 25 août, elle, Jackie et Velvet Sky battent Sarita, Rosita et Angelina Love. Le 17 novembre à Impact Wrestling, elle participe à un Gauntlet match pour déterminer l'aspirante #1 au Championnat des Knockout mais c'est Mickie James qui remporte le match.
Le 19 janvier 2012 à Impact Wrestling, elle gagne contre Winter. Elle est désormais en couple avec Eric Young. Lors de l'impact du 11 février, elle perd une bataille royale de knockouts en se faisant éliminer par Angelina Love. 2 semaines plus tard, elle perd contre Gail Kim. Le jeudi suivant, elle gagne contre Madison Rayne. Lors du Impact Wrestling! du 8 mars, elle gagne avec Eric Young contre Gail Kim et Madison Rayne pour remporter les titres par équipes des Knockouts. Juste après le match, Eric la demande en mariage, ce qu'elle accepte sans hésitation. Lors de l'Impact du 22 mars Eric Young et ODB conserve les TNA Knockout Tag Team Championship contre Rosita et Sarita. Lors de l'Impact Wrestling du 12 avril, ODB et Eric Young se marient dans une cage en acier en hommage à Lockdown). Ils se font interrompre par la Mexican America (Sarita et Rosita qui essayent de dissuader Eric Young de se marier avec ODB. C'est un échec : Eric embrasse ODB et ils sont déclarés 'mari et femme'). Cela a donné un match à Lockdown (2012) dans une cage mais les Champions ont vite gagné le match sur Sarita & Rosita. Lors de Turning Point (2012), elle gagne avec Eric Young contre Tara et Jesse.
Lors de Genesis (2013), elle perd contre Velvet Sky dans un Gauntlet Match qui comprenait également Gail Kim, Mickie James et Miss Tessmacher et ne devient pas challengeuse n°1 au TNA
Women's Knockout Championship. Le 11 avril à Impact, elle arbitre le premier match de Taryn Terrell contre Gail Kim, que Taryn gagne. Le 25 avril, elle arbitre le match de Knockout entre Taryn Terrell et Tara, que Taryn gagne. Le 20 juin à Impact, Brooke Hogan retire les titres Knockout tag team des mains de ODB et Eric Young.

#### Rivalité avec Gail Kim, Women's Knockout Champion et Départ (2013-2014)
Le 25 juillet à Impact, alors qu'ODB arbitre le match de championnat des Knockout entre la championne en titre Mickie James et Gail Kim, cette dernière la provoque et lui met une gifle. Après le match, qui a vu la défaite de Gail Kim, elles continuent de se provoquer. Brooke Hogan intervient alors et rappelle à Kim qu'ODB est toujours une Knockout active sur le ring malgré son rôle d'arbitre ces dernières semines. Le 1er août à Impact, elle affronte Gail Kim dans un match qui se terminera en double décompte à l'extérieur. Le 9 août à Impact, ODB, James Storm et Gunner battent Mickie James et l'équipe Bro Mans (Jessie Godderz et Robbie E). Gail Kim vient attaquer ODB après le match. Le 15 août à Impact Hardcore Justice, elle gagne un match hardcore triple menace contre Gail Kim et Mickie James. Elle perd contre Gail Kim lors de l'Impact suivant.
Lors du Impact Wrestling du 29 août, elle gagne contre Gail Kim et devient la première prétendante au championnat des Knockout de Mickie James. Lors de l'édition d'Impact Wrestling du 19 septembre, elle bat Mickie James et devient la nouvelle championne des Knockout. Le 26 septembre à Impact, ODB, Eric Young et Joseph Parks battent les Bromans et Gail Kim. Le 10 octobre à Impact, elle se fait attaquer par Lei'D Tapa.
Lors de Bound for Glory, ODB perd son titre dans un match triple menace contre Brooke et Gail Kim au profit de cette dernière, et à cause de l'intervention de Lei'D Tapa. Lors de l'Impact suivant, ODB et Velvet Sky perdent contre Gail Kim et Brooke. Le 31 octobre à Impact, ODB perd son match revanche pour le titre face à Gail Kim. Le 7 novembre, Gail Kim et Lei'D Tapa interrompent le triple threat match qui opposaient ODB, Brooke et Velvet Sky pour devenir challengeuse n°1 au titre des Knockout. Le 12 décembre, ODB se fait attaquer par Gail Kim et Lei'D Tapa et se fera sauver par Madison Rayne qui fait son retour. Lors de l'Impact suivant, ODB et Rayne gagnent contre Gail Kim et Lei'D Tapa. Le 26 décembre à Impact, ODB perd contre Lei'D Tapa.
Le 6 mars 2014 à Impact, ODB, Velvet Sky et Madison Rayne battent Gail Kim, Lei'D Tapa et Alpha Female. Lors d'Impact le 10 avril, ODB perd un fatal 4-way match contre Angelina Love, Gail Kim et Brittany et ne devient pas l'aspirante n°1 au titre des Knockout.
Elle quitte la TNA le 21 août 2014.

### Ring of Honor (2015-2016)

#### Débuts et alliance avec les Briscoe Brothers (2015-2016)
Elle fait ses débuts à la ROH le 3 janvier 2015 en intervenant en faveur des Briscoe Brothers après une attaque de Michael Bennett sur Jay Briscoe. Le 24 janvier, elle perd avec les Briscoe Brothers (Jay et Mark Briscoe) contre The Kingdom (Michael Bennett, Matt Taven et Maria Kanellis) après un superkick sur O.D.B. de la part de Matt Taven et Michael Bennett. Le 1er mars, à 13th Anniversary Show, elle bat Maria Kanellis.

### Retour à la Total Nonstop Action Wrestling (2016-2017)
Lors de l'épisode d'Impact du 15 décembre 2016  "Total Nonstop Deletion", ODB effectue un retour d'un soir pour répondre au chalenge de Sienna pour le  TNA Knockouts Championship mais elle échoua a remporter le match. 
Le 2 mars 2017, elle effectue son retour lors des enregistrements d'Impact Wrestling,battant Laurel Van Ness. Le 16 avril 2017 à Impact Wrestling, ODB remporta un gauntlet match, devenant l'aspirante n°1 au championnat des Knockouts de Rosemary, cependant elle ne remportera pas le titre, perdant face à la championne.

### All Elite Wrestling (2019)
Le 31 août 2019 lors de All Out, elle participe à la Casino Battle Royal mais perd au profit de Nyla Rose.

### Retour à Impact Wrestling (2019-2020)
Le 3 décembre 2019, elle fait son retour à Impact en battant Taya Valkyrie. Lors d'Hard to Kill, elle perd contre Jordynne Grace et Taya Valkyrie dans un triple threat match et ne remporte pas le Impact Knockouts Championship, match remporter par cette dernière. 

### National Wrestling Alliance (2019)
Le 14 décembre 2019, à Into The Fire, ODB a fait ses débuts à la National Wrestling Alliance en tant que partenaire dmystère d'Allysin Kay en battant Marti Belle et Melina.

### Retour à Impact Wrestling (2021-...)
Le 19 janvier 2021, elle annonce son retour à Impact Wrestling. Le 2 février à Impact, elle fait son retour en sauvant Jazz et Jordynne Grace des attaques de Deonna Purrazzo, Kimber Lee et Susan[réf. nécessaire].

## Palmarès
- Great Lakes Championship Wrestling
  - 1 fois GLCW Women's Champion (actuelle)
- Midwest Pro Wrestling
  - 1 fois MPW Cruiserweight Champion

- Ohio Valley Wrestling
  - 2 fois OVW Women's Championship (première)
  - Miss OVW (2007)

- Steel Domain Wrestling
  - 1 fois SDW Women's Champion

- Texas Wrestling Federation
  - 1 fois TWF Women's Champion

- Total Nonstop Action Wrestling
  - 4 fois TNA Women's Knockout Championship
  - 1 fois TNA Knockout Tag Team Championship avec Eric Young
  - Queen of the Cage (2009)
  - World Cup of Wrestling (2014) - Eric Young, Bully Ray, Eddie Edwards, Gunner, & ODB (2013 World Cup of Wrestling Team)
- United States Wrestling Organization
  - 1 fois USWO Television Champion

### Récompenses des magazines
- Pro Wrestling Illustrated

| Année | 2008 | 2009 | 2010 | 2011 | 2012 |
| ----- | ---- | ---- | ---- | ---- | ---- |
| Rang  | 14   | 15   | 22   | 32   | 21   |

### Arts martiaux mixtes
| Résultat | Record | Adversaire   | Méthode                  | Événement        | Date        | Round | Temps | Lieu                | Notes |
| -------- | ------ | ------------ | ------------------------ | ---------------- | ----------- | ----- | ----- | ------------------- | ----- |
| Défaite  | 0-1    | Kelly Kobold | Soumission (clé de bras) | ROF 9 - Eruption | 9 août 2003 | 1     | NC    | Baraboo (Wisconsin) |       |